# ポレンタ

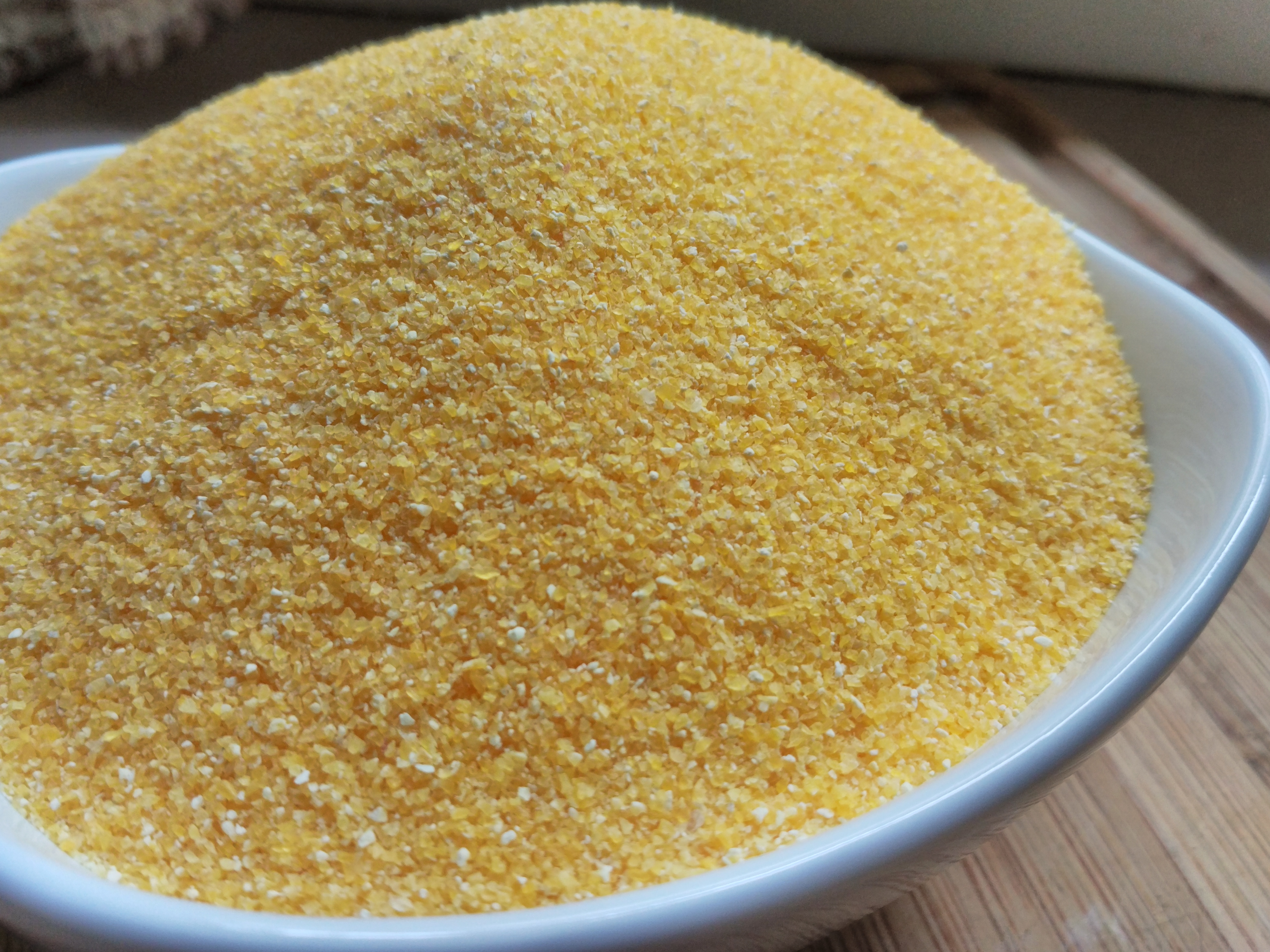
調理前のポレンタ（コーンミール）。

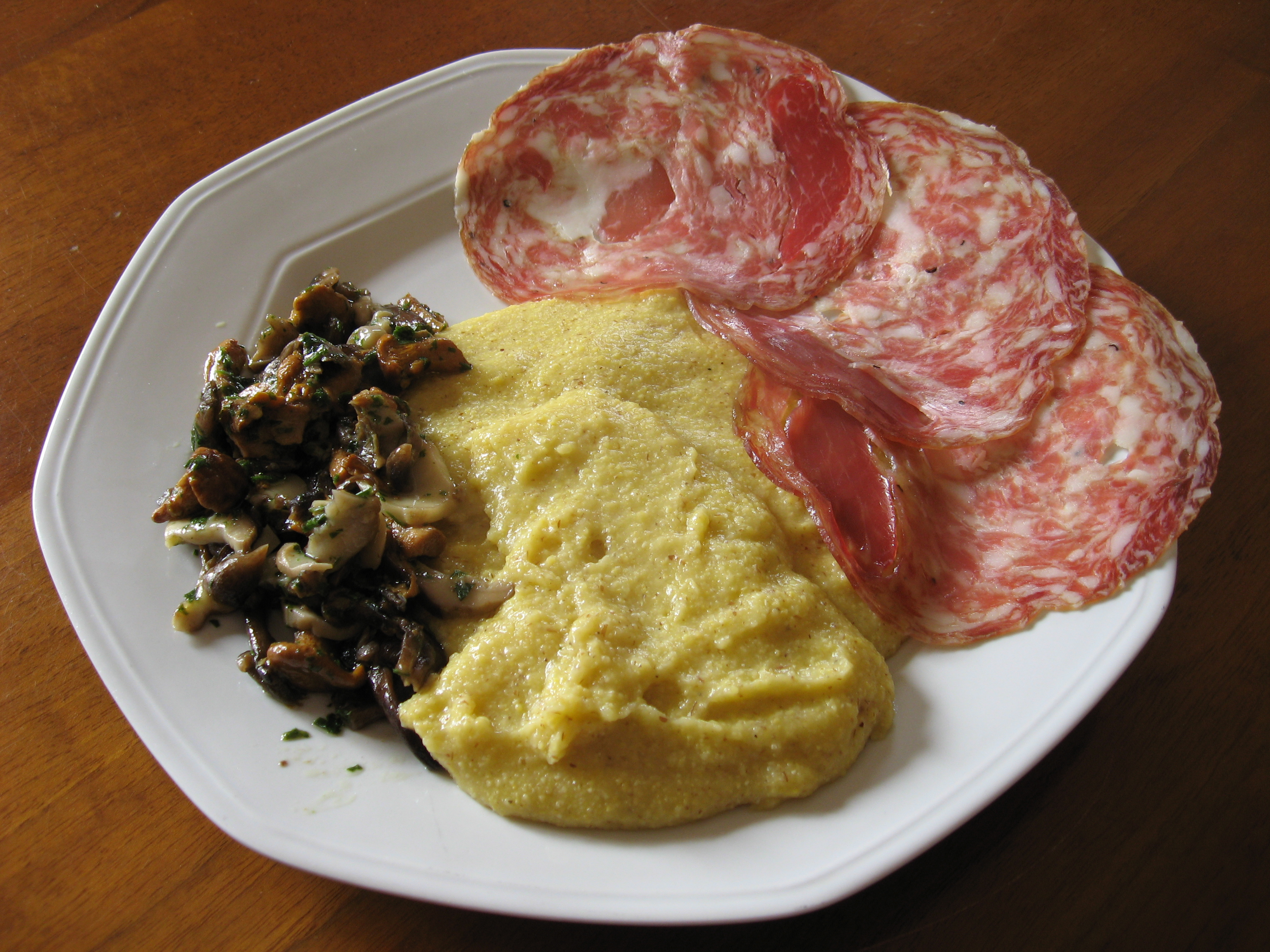
きのことサラミを添えたポレンタ。

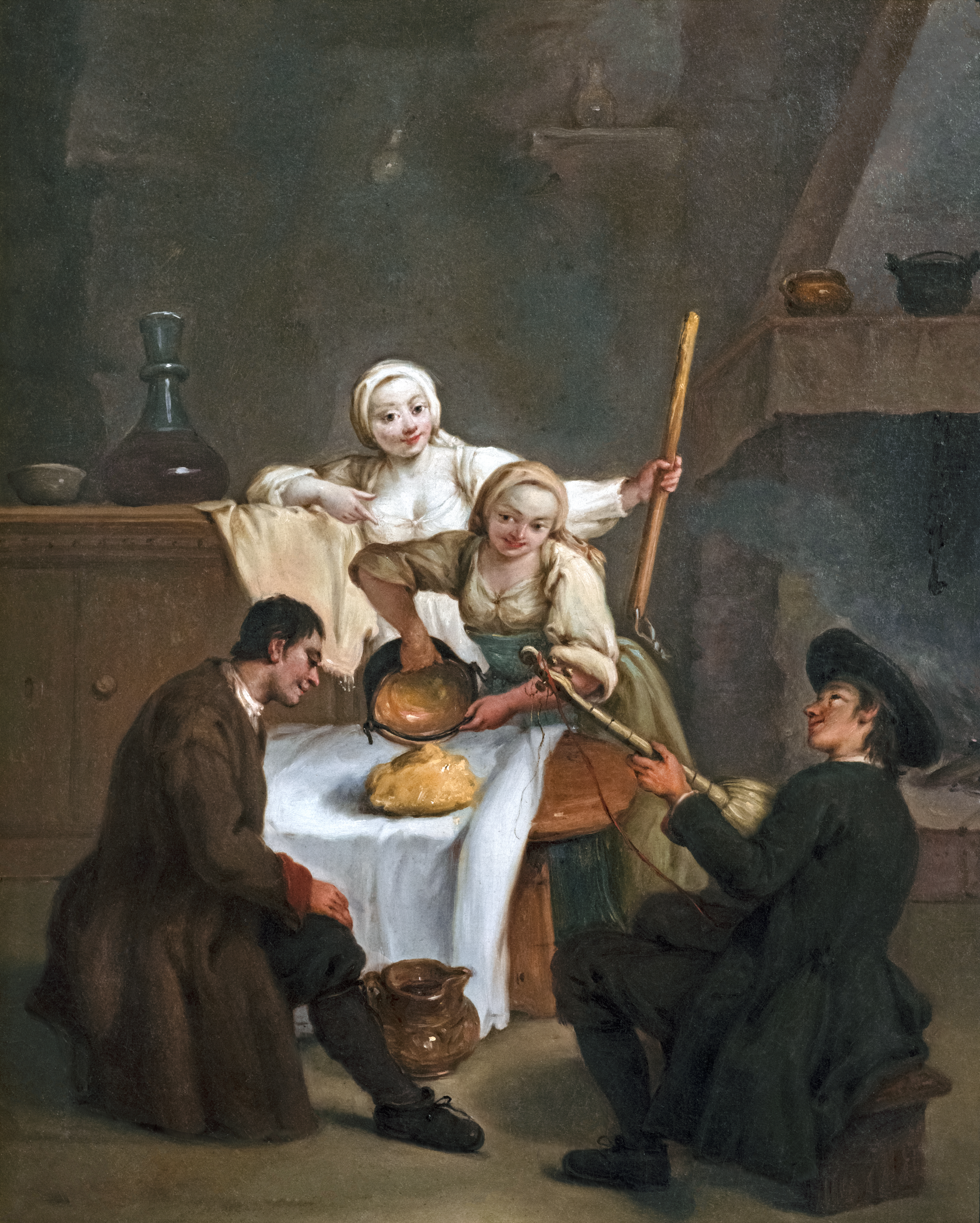
煮上がったポレンタをテーブルクロスの上に直に盛って食事するところ（ピエトロ・ロンギ画『ポレンタ』、1740年頃）。

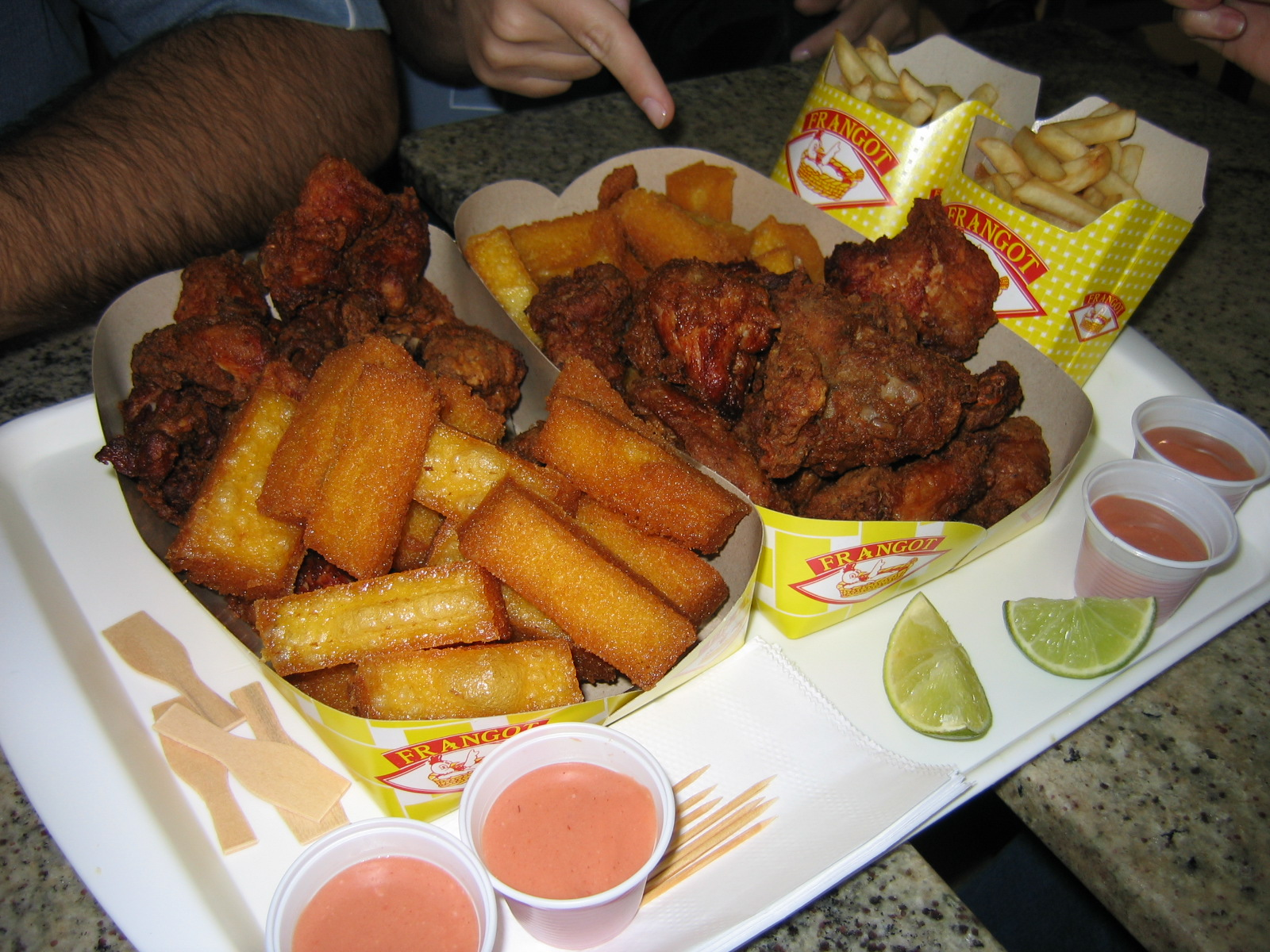
左手前から調味料、揚げポレンタ、フライドチキン、ポテトフライ（ブラジル、パラナ州マリンガ）

ポレンタ（伊: polenta [poˈlen.ta]）は、コーンミールを粥状に煮たイタリア料理である。粗挽きのトウモロコシの粉を、沸騰した湯やだし汁に振り入れて煮ていき、鍋の底に焦げ付かないように捏（こ）ねながら煮上げる。
同様の料理は南ヨーロッパや東ヨーロッパの山岳地帯に広く分布し、クロアチア語ではジュガンツィ（žganci [ˈʒɡǎnt͡si]）、ルーマニア語やモルドバ語ではママリガ（mămăligă [məməˈliɡə]）、ハンガリー語ではプリスカ（puliszka [ˈpuliskɒ]）、ザクセン語のルーマニア領トランシルヴァニア方言では Palukes と呼ばれる。

## 歴史
小麦の生産に不適な北イタリアの寒冷な山岳地帯で主食とされてきた。原型は古代ローマの粥「プルス」（puls [pʊɫ̪s̠]）または「プルメントゥム」（pulmentum [pʊɫ̪ˈmɛn̪t̪ʊ̃ˑ]）で、元来はファッロ（伊: farro ['farːro]と呼ばれるコムギの一種）や黍を粗挽きにしたものやクリの実の粉を主な材料としたが、15世紀のヨーロッパ人のアメリカ大陸到着後、イタリアに生産性の高いトウモロコシが持ち込まれて普及した結果、材料が置き換わった。始めは農民の食事だったが、のちに一般に好まれる料理になった。

## 製法

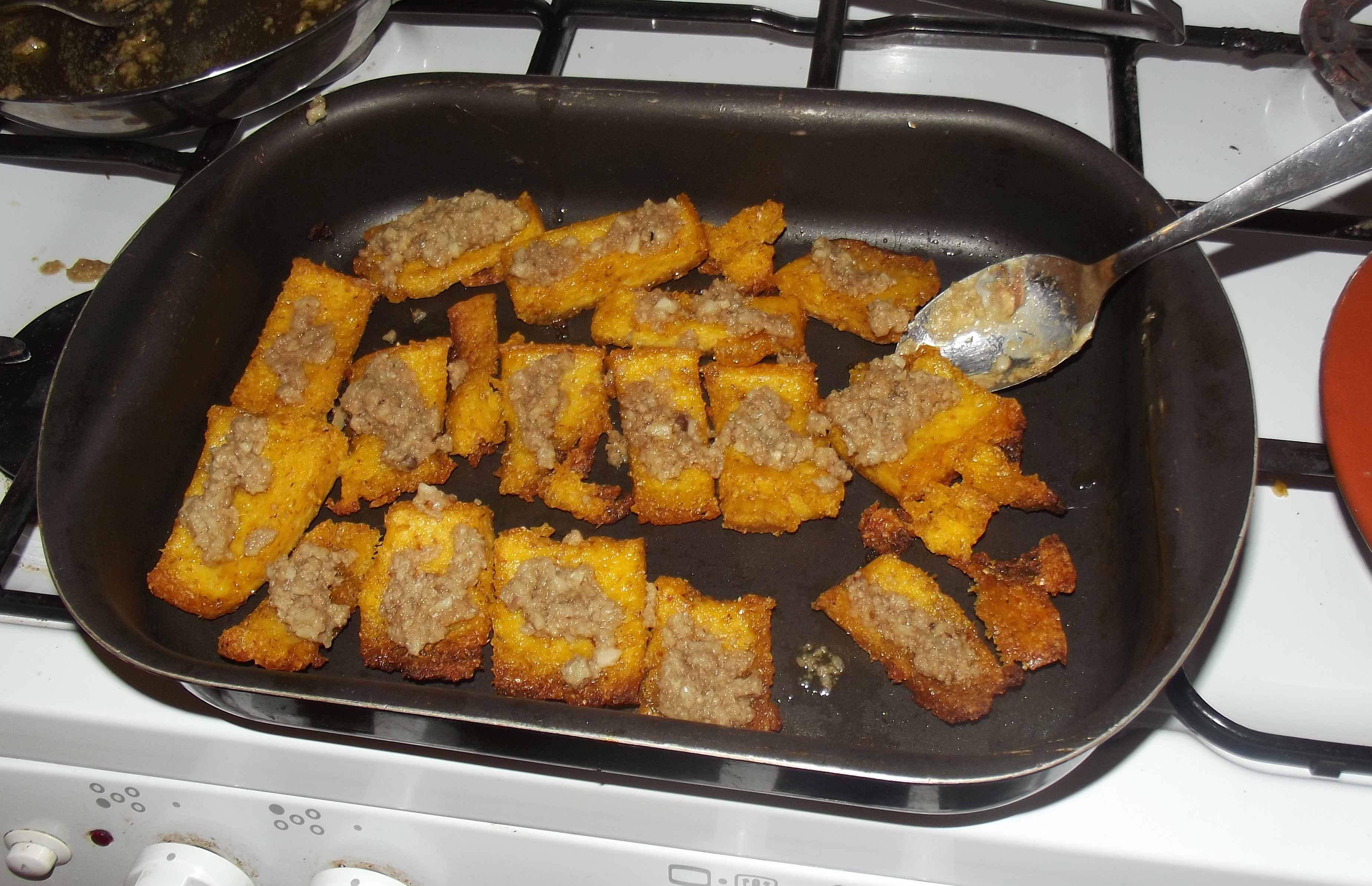
焼きポレンタ。再生料理

調理の際は塩、オリーブ・オイルやバターなどを加えて味を調える。プリモ・ピアットとしてパスタやリゾットの代わりに、出来た物にそのままソースやおろしたチーズなどをかけたりして食べる。冷めて固くなったポレンタは、薄く切って焼いたり、油で揚げて食べることもある。
伝統的には約1時間かけてかき混ぜながら作るものであるが、インスタント食品のポレンタもスーパーマーケットなどで入手可能である。

## 種類
黄色いポレンタが主であるが、白いトウモロコシの粉で作る白いポレンタも存在する。ポレンタはイタリアの西に行くほど固めになる。ソバの実やクリの粉のポレンタも、わずかながら作られている。

## 文学
リザ・テツナーの『黒い兄弟』の第一部ほお傷の男の二　ワシとアナグマと冷害に登場する。